# Florian Lipowitz
Florian Lipowitz (* 21. September 2000 in Laichingen) ist ein deutscher Radrennfahrer.

## Sportlicher Werdegang

### Biathlon
Lipowitz begann im Alter von acht Jahren beim DAV Ulm mit dem Biathlon und war als Schüler Deutscher Meister und bis 2018 Mitglied des Nationalkaders. 2015 zog er mit seinen Eltern und seinem Bruder nach Seefeld in Österreich und wechselte an das nahegelegene Schigymnasium Stams. In der Sommersaison war er für das Grundlagentraining und auch privat mit der Familie oft auf dem Rad unterwegs. Durch Verletzungen, unter anderen einen Kreuzbandriss, konnte er fast nur auf dem Rad trainieren, so dass er mit der Zeit Spaß daran fand und auch Ehrgeiz entwickelte.

### Wechsel zum Radsport
2019 startete Lipowitz bei mehreren Radmarathons und gewann unter anderem den Engadin Radmarathon und den Imster Radmarathon. Aufgrund seiner Ergebnisse bei den Radmarathons und nach einem Leistungstest wurde er zur Saison 2020 Mitglied im UCI Continental Team Tirol KTM Cycling. Auch wenn er in drei Jahren für das Team keine zählbaren Erfolge erzielen konnte, etablierte er sich als guter Bergfahrer und machte wiederholt durch Platzierungen unter den Top 20 bei verschiedenen Rundfahrten auf sich aufmerksam.

### Profi bei Bora-hansgrohe
Nachdem Lipowitz in der Saison 2022 bereits als Stagiaire bei dem UCI WorldTeam Bora-hansgrohe eingesetzt worden war, erhielt er zur Saison 2023 dort einen Vertrag. Seine erste bedeutende Platzierung für seine neue Mannschaft gelang ihm auf der Abschlussetappe der bergigen Tour of the Alps, die er als Vierter einer ursprünglich 23-köpfigen Ausreißergruppe beendete. 2023 gewann er die Gesamtwertung und die zweite Etappe der Czech Tour und damit seine ersten internationalen Wettbewerbe. 
Im April 2024 beendete er die Tour de Romandie als Dritter und feierte seinen Durchbruch in der Eliteliga des Radsports. Kurz darauf gab er beim Giro d’Italia sein Grand-Tour-Debüt, musste die Rundfahrt jedoch bereits im Vorfeld der 6. Etappe krankheitsbedingt verlassen. Auf der 2. Etappe, die mit einer Bergankunft in Oropa zu Ende gegangen war, hatte er zuvor den fünften Rang belegt, wobei er im Finale das Tempo für seinen Mannschaftskollegen Daniel Felipe Martínez hoch hielt. Im Juni 2024 wurde er Deutscher Vizemeister im Straßenrennen hinter Marco Brenner. Wenige Tage später sicherte er sich bei der Sibiu Cycling Tour seinen zweiten Rundfahrtsieg. Bei der Vuelta a España 2024 war Lipowitz ein wichtiger Helfer von Primož Roglič bei dessen Gesamtsieg, konnte aber als Siebter der Gesamt- und Zweiter der Nachwuchswertung selbst auch ein Spitzenergebnis erzielen und ist damit der beste Deutsche bei der Vuelta seit Jan Ullrichs Sieg im Jahr 1999.
Im Jahr 2025 setzte sich Florian Lipowitz im Alter von 24 Jahren in der Nachwuchswertung von Paris–Nizza durch und musste sich in der Gesamtwertung nur dem US-Amerikaner Matteo Jorgenson geschlagen geben. Die Baskenland-Rundfahrt einen Monat später beendete er als Vierter der Gesamtwertung. Beim Critérium du Dauphiné im Juni erreichte er Platz drei hinter Tadej Pogačar und Jonas Vingegaard, zudem gewann er die Nachwuchswertung als bester Jungprofi. Auch bei der Tour de France 2025 landete Lipowitz hinter Pogačar und Vingegaard auf dem dritten Rang und konnte sich das weiße Trikot des besten Jungprofis sichern.

## Familie
Florian Lipowitz’ Bruder Philipp ist Biathlet und gehörte bis zum Winter 2024/25 zum B-Kader des DSV.

## Erfolge
2023

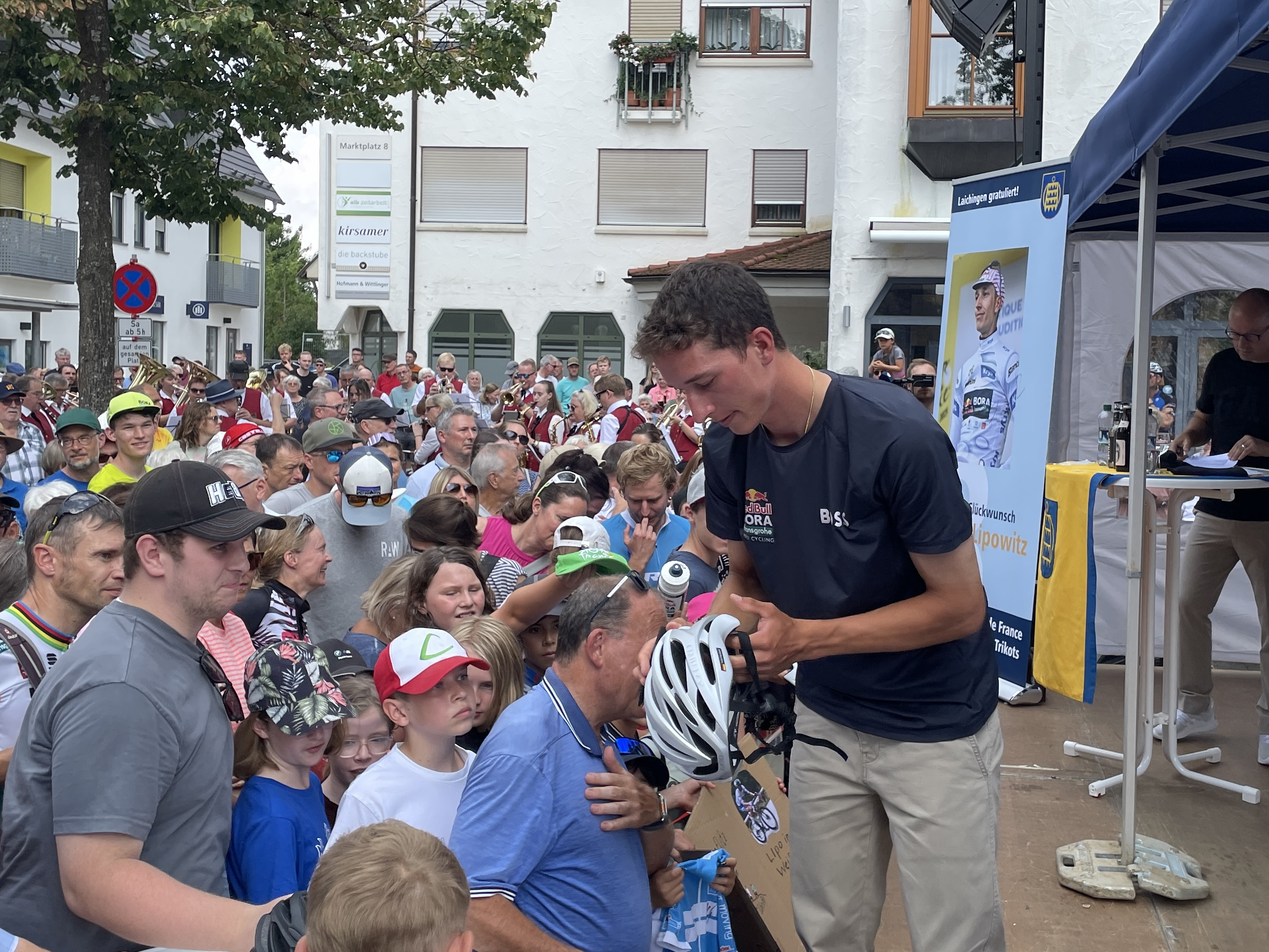
Florian Lipowitz signiert einen Fahrradhelm beim einem Empfang in seiner Heimatstadt Laichingen

- Gesamtwertung, eine Etappe und Punktewertung Czech Tour

2024
- Gesamtwertung und Bergwertung Sibiu Cycling Tour

2025
- Nachwuchswertung Paris–Nizza
- Nachwuchswertung Critérium du Dauphiné
- Nachwuchswertung Tour de France

## Grand Tour-Platzierungen
| Grand Tour            | 2024 | 2025 |
| --------------------- | ---- | ---- |
| Giro d’ItaliaGiro     | DNF  | –    |
| Tour de FranceTour    | –    | 3    |
| Vuelta a EspañaVuelta | 7    |      |